# Tom Latham
Thomas Paul Latham, detto Tom (Alexander, 14 luglio 1948), è un politico statunitense, membro della Camera dei Rappresentanti per lo stato dell'Iowa dal 1995 al 2015.

## Biografia
Nato e cresciuto nell'Iowa in una famiglia di origini danesi, Latham lavorò per molti anni come piccolo imprenditore prima di dedicarsi alla politica con il Partito Repubblicano.
Nel 1994 venne eletto deputato alla Camera dei Rappresentanti e da allora fu sempre riconfermato con alte percentuali di voto, pur cambiando due volte distretto congressuale. Nel 2013, quando la ridefinizione dei distretti lo portò a condividere l'elettorato con il collega repubblicano Steve King, Latham decise di chiedere la rielezione in un altro distretto, quello del collega democratico Leonard Boswell. La mossa di Latham si rivelò efficace dal momento che riuscì a sconfiggere Boswell rimanendo al Congresso.
Nel 2014 non si ricandidò per un nuovo mandato e lasciò il Congresso dopo vent'anni di permanenza.
Latham è giudicato un repubblicano molto conservatore.